# Джино Стаккіні
Джино Стаккіні (італ. Gino Stacchini, нар. 18 лютого 1938, Сан-Мауро-Пасколі) — італійський футболіст, що грав на позиціях півзахисника і нападника, зокрема за «Ювентус», а також національну збірну Італії. По завершенні ігрової кар'єри — тренер.
Чотириразовий чемпіон Італії. Триразовий володар Кубка Італії. 

## Клубна кар'єра
У дорослому футболі дебютував 1955 року виступами за команду «Ювентус». Із сезону 1957/58 став гравцем стартового складу «старої сеньйори». Загалом за дванадцять сезонів, проведених у туринському клубі взяв участь у 287 матчах усіх турнірів і забив 59 голів. Протягом цих років чотири рази виборював титул чемпіона Італії, тричі ставав володарем національного Кубка.
Згодом протягом 1967—1968 років захищав кольори «Мантови», а завершув ігрову кар'єру у друголіговій «Чезені», за яку виступав протягом 1968—1970 років.

## Виступи за збірну
Наприкінці 1958 року дебютував в офіційних матчах у складі національної збірної Італії грою на Кубок Центральної Європи 1955—1960 проти чехословаків. Загалом протягом чотирьох років у національній команді провів у її формі шість матчів, забивши три голи.

## Кар'єра тренера
Розпочав тренерську кар'єру 1982 року, очоливши тренерський штаб клубу «Авеццано».
Згодом у першій половині 1990-х працював із «Падовою».

## Статистика виступів

### Статистика клубних виступів
| Сезон               | Команда             | Чемпіонат           | Чемпіонат | Чемпіонат | Національний кубок | Національний кубок | Національний кубок | Континентальні кубки | Континентальні кубки | Континентальні кубки | Інші змагання | Інші змагання | Інші змагання | Усього | Усього |
| Сезон               | Команда             | Ліга                | Ігор      | Голів     | Ліга               | Ігор               | Голів              | Ліга                 | Ігор                 | Голів                | Ліга          | Ігор          | Голів         | Ігор   | Голів  |
| ------------------- | ------------------- | ------------------- | --------- | --------- | ------------------ | ------------------ | ------------------ | -------------------- | -------------------- | -------------------- | ------------- | ------------- | ------------- | ------ | ------ |
| 1955–56             | «Ювентус»           | A                   | 7         | 0         | -                  | -                  | -                  |                      | -                    | -                    | -             | -             | -             | 7      | 0      |
| 1956–57             | «Ювентус»           | A                   | 3         | 1         | -                  | -                  | -                  | -                    | -                    | -                    | -             | -             | -             | 3      | 1      |
| 1957–58             | «Ювентус»           | A                   | 24        | 6         | КІ                 | 5                  | 1                  | -                    | -                    | -                    |               | -             | -             | 29     | 7      |
| 1958–59             | «Ювентус»           | A                   | 25        | 4         | КІ                 | 1                  | 0                  | КЧ                   | 2                    | 0                    | -             | -             | -             | 28     | 4      |
| 1959–60             | «Ювентус»           | A                   | 28        | 8         | КІ                 | 2                  | 1                  | -                    | -                    | -                    | -             | -             | -             | 30     | 9      |
| 1960–61             | «Ювентус»           | A                   | 28        | 2         | КІ                 | 3                  | 0                  | КЧ                   | 0                    | 0                    | -             | -             | -             | 31     | 2      |
| 1961–62             | «Ювентус»           | A                   | 26        | 5         | КІ                 | 4                  | 2                  | КЧ                   | 6                    | 1                    | КМ            | 6             | 4             | 42     | 12     |
| 1962–63             | «Ювентус»           | A                   | 29        | 3         | КІ                 | 2                  | 0                  | -                    | -                    | -                    | КА            | 2             | 0             | 33     | 3      |
| 1963–64             | «Ювентус»           | A                   | 25        | 4         | КІ                 | 1                  | 0                  | КЯ                   | 3                    | 2                    | -             | -             | -             | 29     | 6      |
| 1964–65             | «Ювентус»           | A                   | 22        | 6         | КІ                 | 5                  | 1                  | КЯ                   | 5                    | 1                    | -             | -             | -             | 32     | 8      |
| 1965–66             | «Ювентус»           | A                   | 14        | 5         | КІ                 | 0                  | 0                  | КВК                  | 1                    | 0                    | -             | -             | -             | 15     | 5      |
| 1966–67             | «Ювентус»           | A                   | 5         | 0         | КІ                 | 1                  | 1                  | КЯ                   | 2                    | 1                    | -             | -             | -             | 8      | 2      |
| Усього за «Ювентус» | Усього за «Ювентус» | Усього за «Ювентус» | 236       | 44        |                    | 24                 | 6                  |                      | 19                   | 5                    |               | 8             | 4             | 287    | 59     |
| 1967–68             | «Мантова»           | A                   | 15        | 0         | КІ                 | 0                  | 0                  | -                    | -                    | -                    | -             | -             | -             | 15     | 0      |
| 1968–69             | «Чезена»            | B                   | 19        | 2         | КІ                 | 2                  | 0                  | -                    | -                    | -                    | -             | -             | -             | 21     | 2      |
| 1969–70             | «Чезена»            | B                   | 14        | 0         | КІ                 | 2                  | 0                  | -                    | -                    | -                    | -             | -             | -             | 16     | 0      |
| Усього за «Чезену»  | Усього за «Чезену»  | Усього за «Чезену»  | 33        | 2         |                    | 4                  | 0                  |                      | -                    | -                    |               | -             | -             | 37     | 2      |
| Усього за кар'єру   | Усього за кар'єру   | Усього за кар'єру   | 284       | 46        |                    | 28                 | 6                  |                      | 19                   | 5                    |               | 8             | 4             | 339    | 61     |

### Статистика виступів за збірну
| Дата       | Місто     | Господарі | Результат | Гості             | Турнір                             | Голи | Примітки |
| ---------- | --------- | --------- | --------- | ----------------- | ---------------------------------- | ---- | -------- |
| 13-12-1958 | Генуя     | Італія    | 1 – 1     | Чехословаччина    | Кубок Центральної Європи 1955—1960 | -    |          |
| 29-11-1959 | Флоренція | Італія    | 1 – 1     | Угорщина          | Кубок Центральної Європи 1955—1960 | -    |          |
| 6-1-1960   | Неаполь   | Італія    | 3 – 0     | Швейцарія         | Кубок Центральної Європи 1955—1960 | 1    |          |
| 13-3-1960  | Барселона | Іспанія   | 3 – 1     | Італія            | товариський матч                   | -    |          |
| 25-4-1961  | Болонья   | Італія    | 3 – 2     | Північна Ірландія | товариський матч                   | 2    |          |
| 15-6-1961  | Флоренція | Італія    | 4 – 1     | Аргентина         | товариський матч                   | -    | 46'      |
| Усього     |           | Матчів    | 6         |                   | Голів                              | 3    |          |

## Титули і досягнення
- Чемпіон Італії (4):

«Ювентус»: 1957-1958, 1959-1960, 1960-1961, 1966-1967
- Володар Кубка Італії (3):

«Ювентус»: 1958-1959, 1959-1960, 1964-1965